# Faisà daurat

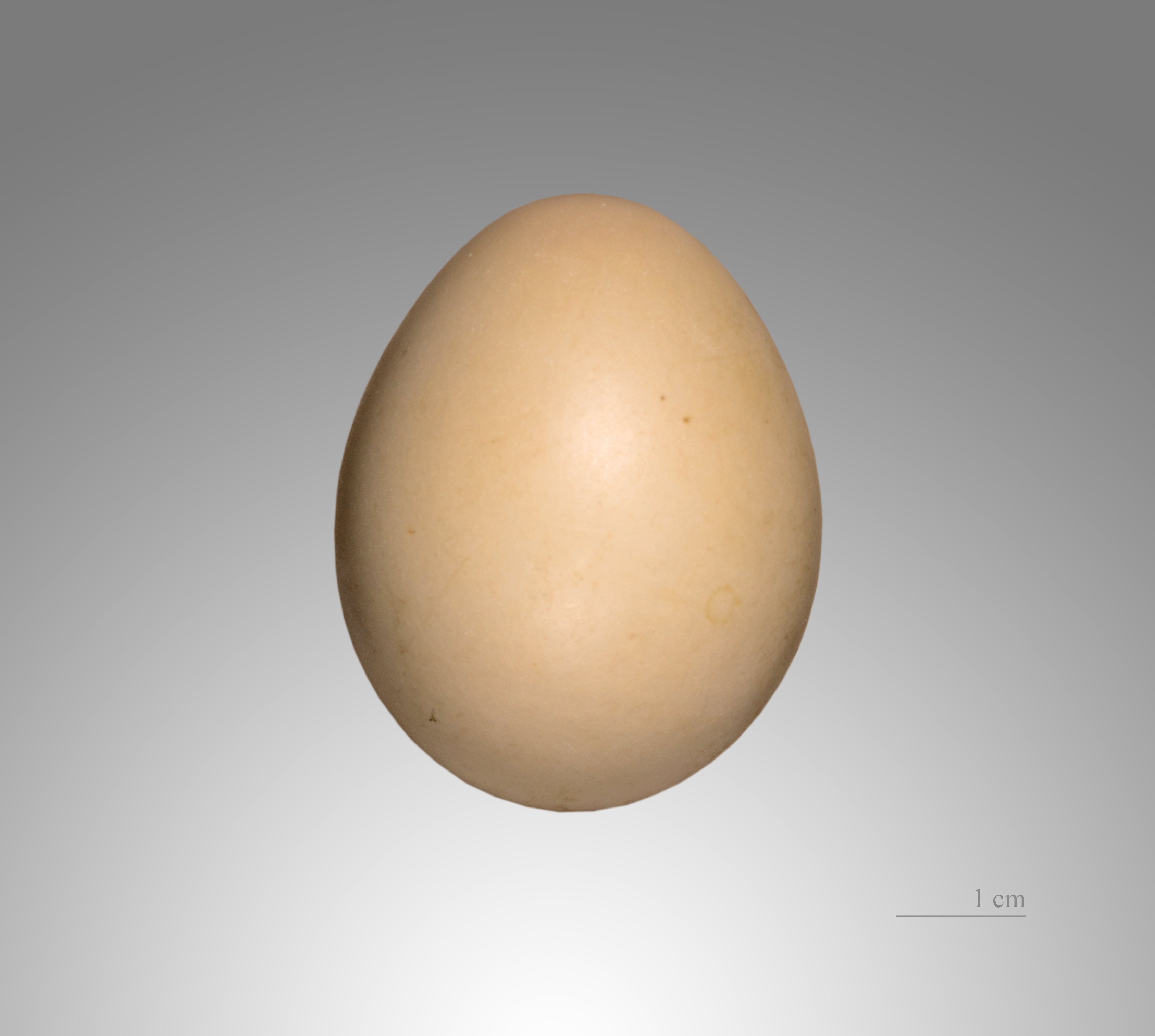
Chrysolophus pictus

El faisà daurat (Chrysolophus pictus) és una espècie d'ocell de la família dels fasiànids (Phasianidae) que habita boscos, arbusts, bambús i també en terres de conreu de les muntanyes del centre i sud de la Xina. Criat en Europa com ocell ornamental, s'ha introduït a les Illes Britàniques.